# 一老駅
一老駅（イルロえき）は、大韓民国全羅南道務安郡麦浦里にある韓国鉄道公社（KORAIL）の駅である。

## 利用可能な路線
- 韓国鉄道公社
  - 湖南線
  - 大仏線（貨物線）

## 駅構造
- 島式ホーム2面4線の地上駅。

## 歴史
- 1913年5月15日：三郷駅として開業[1]。
- 1938年3月1日：一老駅に改称[2]。
- 2001年12月5日：駅舎移転。
- 2009年10月31日：貨物取扱中止[3]。
- 2014年5月12日：ITX-セマウル運行開始。
- 2023年9月1日：ITX-マウム運行開始。

## 隣の駅
韓国鉄道公社
湖南線
夢灘駅 - 一老駅 - 任城里駅
大仏線（貨物線）
一老駅 - (大仏駅)